# التراث اليهودي المسيحي

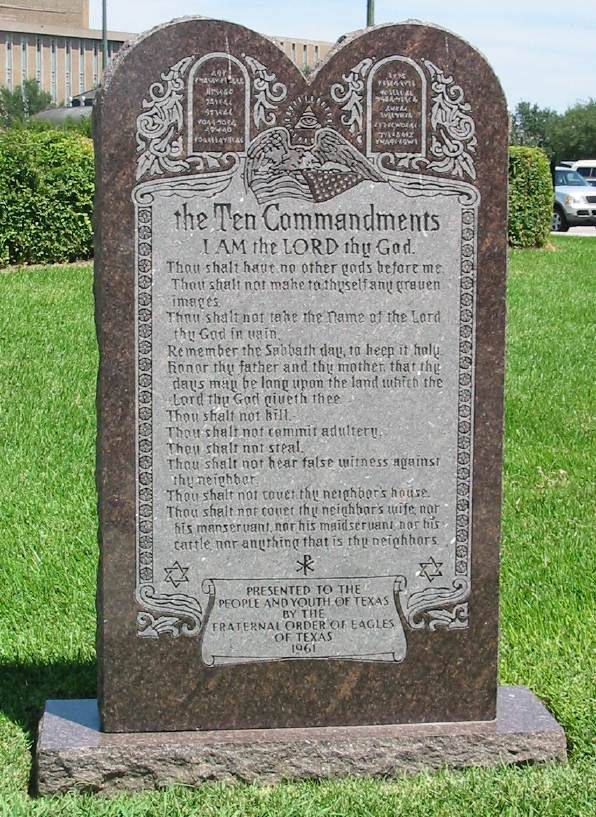
نصب الوصايا العشرة تعتبر الوصايا أسس أخلاقية في اليهودية والمسيحية.

التراث اليهودي المسيحي هو مصطلح ازداد شيوعاً في العالم الغربي في الآونة الأخيرة، وهو يعني أن ثمة تراثاً مشتركاً بين اليهودية والمسيحية، وأنهما يكوِّنان كلاًّ واحداً. ويعدّ التراث اليهودي المسيحي من المكونات الرئيسية للحضارة الغربية.
فالمسيحية نشأت وأخذت مفاهيمها الأولية من بيئة يهودية صرفة؛ ولاتزال آثار هذه الأصول المشتركة بادية إلى اليوم من خلال تقديس المسيحيين للتوارة والتناخ والتي يطلقون عليها إلى جانب عدد من الأسفار الأخرى اسم العهد القديم الذي يشكل القسم الأول من الكتاب المقدس لدى المسيحيين في حين يعدّ العهد الجديد القسم الثاني منه؛ يعتقد المسيحيون أن النبؤات التي دونها أنبياء العهد القديم قد تحققت في شخص المسيح، وهذا السبب الرئيس لتبجيل التوراة.
أول ذكر واستخدام لمصطلح «التراث اليهودي المسيحي» يعود إلى عام 1829 من قبل جوزيف ولف وذلك في مجلة تبشيريّة، وكان الصطلح قد استعمل قبل ذلك استعمل في رسالة وجهها الكسندر ماكيل بتاريخ 17 أكتوبر 1821. حسب المصطلحات السابقة التي كانت تظهر في مناقشات حول نظريات نشأة المسيحية من اليهودية، تستخدم على حد سواء مع شعور يختلف عن الشائع اليوم. في حين أن مصطلح «المسيحية اليهودية» تشير هنا إلى اليهود المتحولين إلى المسيحية.
لطالما يُشار في الآونة الأخيرة على نحو متزايد إلى التراث المسيحي أو اليهودي-المسيحي وارتباطه مع الهوية الثقافية في أوروبا والولايات المتحدة والحضارة الغربية بشكل عام؛ وذلك بسبب الطابع والجذور المسيحية وتأثير كل من المسيحية واليهودية عن طريق العهد القديم على العالم الغربي والحضارة الغربية.